# Jacques Zoua
Jacques Zoua (ur. 6 września 1991 w Garoua) – kameruński piłkarz występujący na pozycji napastnika. Zawodnik klubu Al-Ahly Trypolis.